# Ropraz
Ropraz (toponimo francese) è un comune svizzero di 439 abitanti del Canton Vaud, nel distretto della Broye-Vully.

## Storia

### Simboli
Lo stemma è stato adottato nel 1923 e fa riferimento al soprannome degli abitanti di Ropraz, "i gatti grigi" (les chats fumés), poiché un tempo numerosi gatti giravano per il villaggio; la chiave proviene dal blasone della famiglia Clavel (de sinople, à une clé d'argent, posée en pal, le panneton en haut, à dextre).

## Monumenti e luoghi d'interesse

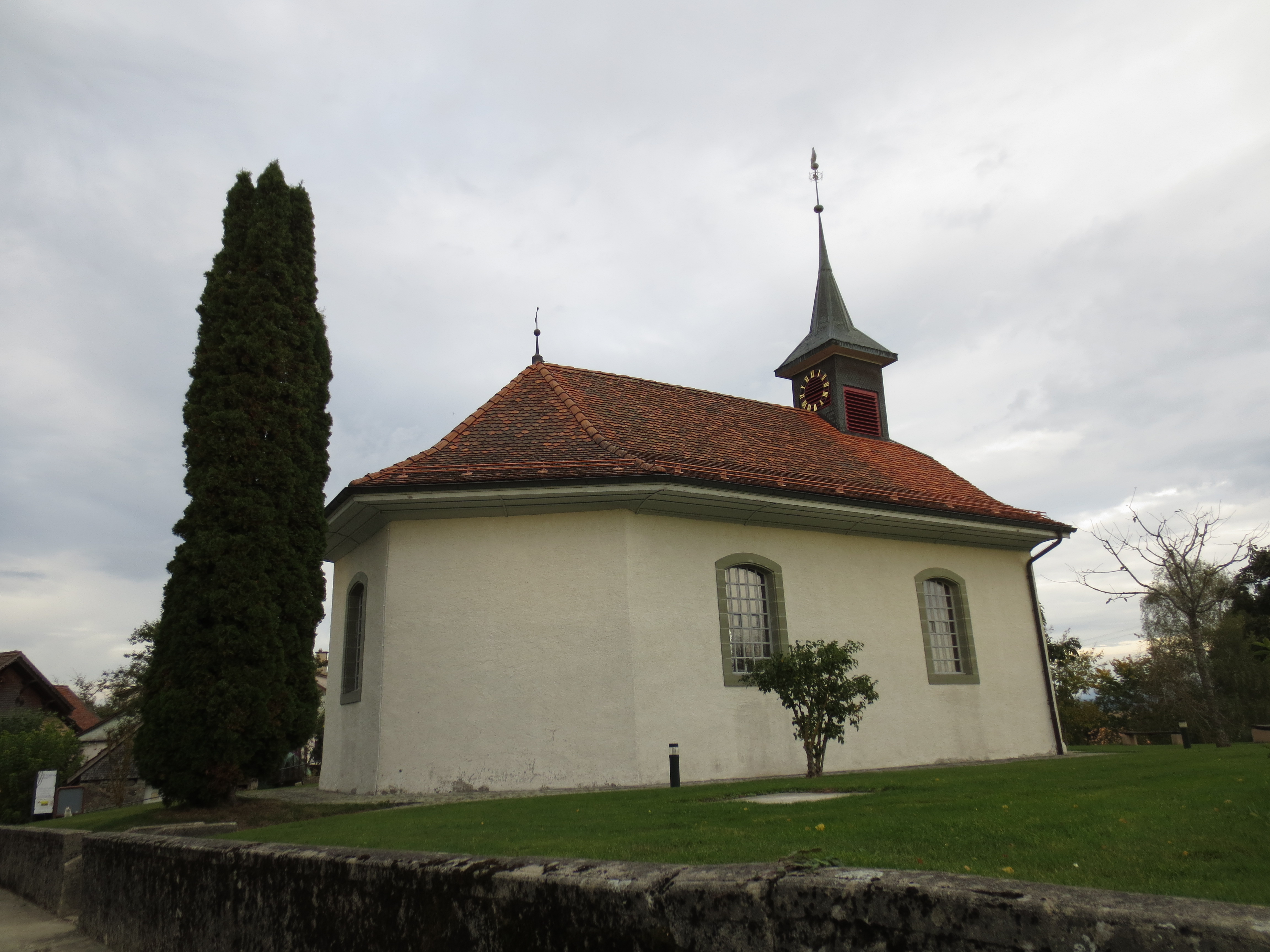
La cappella riformata

- Cappella riformata, attestata dal 1282 e ricostruita nel 1761[2].

## Società

### Evoluzione demografica
L'evoluzione demografica è riportata nella seguente tabella:
Abitanti censiti

## Amministrazione
Ogni famiglia originaria del luogo fa parte del cosiddetto comune patriziale e ha la responsabilità della manutenzione di ogni bene ricadente all'interno dei confini del comune.